# Petra Hillebrand
Petra Hillebrand (* 29. November 1972 in Innsbruck) ist eine österreichische Autorin und Fotografin.
Hillebrand studierte nach einer Ausbildung zur Floristin an der Akademie für Sozialarbeit, war als Sozialarbeiterin bei der Tiroler Hospizgemeinschaft tätig und übt heute die Tätigkeit als Kliniksozialarbeiterin im Department Frauenheilkunde an der Universitätsklinik Innsbruck aus. Seit 2004 veröffentlicht sie Kurzgeschichten, Geschenk- und Kinderbücher.
Sie ist verheiratet und Mutter von zwei Kindern und lebt mit ihrer Familie in Inzing in Tirol.

## Werke
- Zu Bethlehem in jener Nacht. Tyrolia, Innsbruck 2004, ISBN 978-3-7022-2601-5
- Kurzgeschichten für Feiern und Gottesdienste. Tyrolia, Innsbruck 2004; 3. Auflage 2013, ISBN 978-3-7022-2573-5
- Flieg, kleiner Schmetterling – Gedanken zur Trauer um ein Kind. Tyrolia, Innsbruck 2009; 4. Auflage 2016, ISBN 978-3-7022-2992-4
- Barfuß zur Quelle. Tyrolia, Innsbruck 2013.
- Kostbares Dasein. Tyrolia, Innsbruck 2013.
- Glatzkopfzeit. Stachelbart-Verlag, Erlangen 2017.
- Hinter dem Horizont. Kurzgeschichten und Impulstexte für Abschied, Tod und Trauer. Tyrolia, Innsbruck-Wien 2020, ISBN 978-3-7022-3832-2